# 발라클라바
발라클라바(우크라이나어: Балаклава, 러시아어: Балаклава, 크림 타타르어: Balıqlava)는 크림반도 남서부에 위치한 도시로 높이는 10m, 인구는 30,000명이다. 흑해와 접하며 행정 구역상으로는 세바스토폴에 속한다.

기
문장